# أليكس أنتونيتش
أليكس أنتونيتش (بالألمانية: Alexander Antonitsch)‏ مواليد 8 فبراير 1966 في فيلاخ، هو لاعب كرة مضرب نمساوي سابق وكان يلعب باليد اليمنى. أعلى تصنيف له في الفردي كان المركز الـ 40 في سنة 1990. سبق أن شارك في دورة الألعاب الأولمبية الصيفية.

## روابط خارجية
- أليكس أنتونيتش على موقع رابطة محترفي التنس (الإنجليزية)
- أليكس أنتونيتش على موقع الاتحاد الدولي لكرة المضرب (الإنجليزية)
- أليكس أنتونيتش على موقع كأس ديفيز (الإنجليزية)
- أليكس أنتونيتش على موقع خلاصة التنس.كوم (الإنجليزية)
- أليكس أنتونيتش على موقع اللجنة الأولمبية الدولية (الإنجليزية)
- أليكس أنتونيتش على موقع أوليمبيديا (الإنجليزية)